# سعد الشيب
سعد عبد الله الدوسري (مواليد 19 فبراير 1990) هو لاعب كرة قدم قطري يجيد اللعب في مركز حراسة المرمى مع منتخب قطر الوطني ونادي السد في دوري نجوم قطر.

## روابط خارجية
- سعد الشيب على موقع الاتحاد الأوربي (الإنجليزية)
- سعد الشيب على موقع إي إس بي إن إف سي (الإنجليزية)
- سعد الشيب على موقع قاعدة بيانات كرة القدم.إي يو (الإنجليزية)
- سعد الشيب على موقع ناشيونال فوتبول تيمز (الإنجليزية)
- سعد الشيب على موقع Soccerbase.com (لاعب) (الإنجليزية)
- سعد الشيب على موقع Soccerway.com (الإنجليزية)
- سعد الشيب على موقع عالم كرة القدم.نت (الإنجليزية)